# Chiesa dell'Invenzione della Santa Croce (Aldino)
La chiesa dell'Invenzione della Santa Croce, nota anche come chiesa dell'Invenzione della Santa Croce e dei Santi Giacomo Maggiore ed Elena (in ted. Pfarrkirche zur Hl. Helena), è la parrocchiale di Aldino, in provincia di Bolzano e diocesi di Bolzano-Bressanone; fa parte del decanato di Egna-Nova Ponente.

## Storia

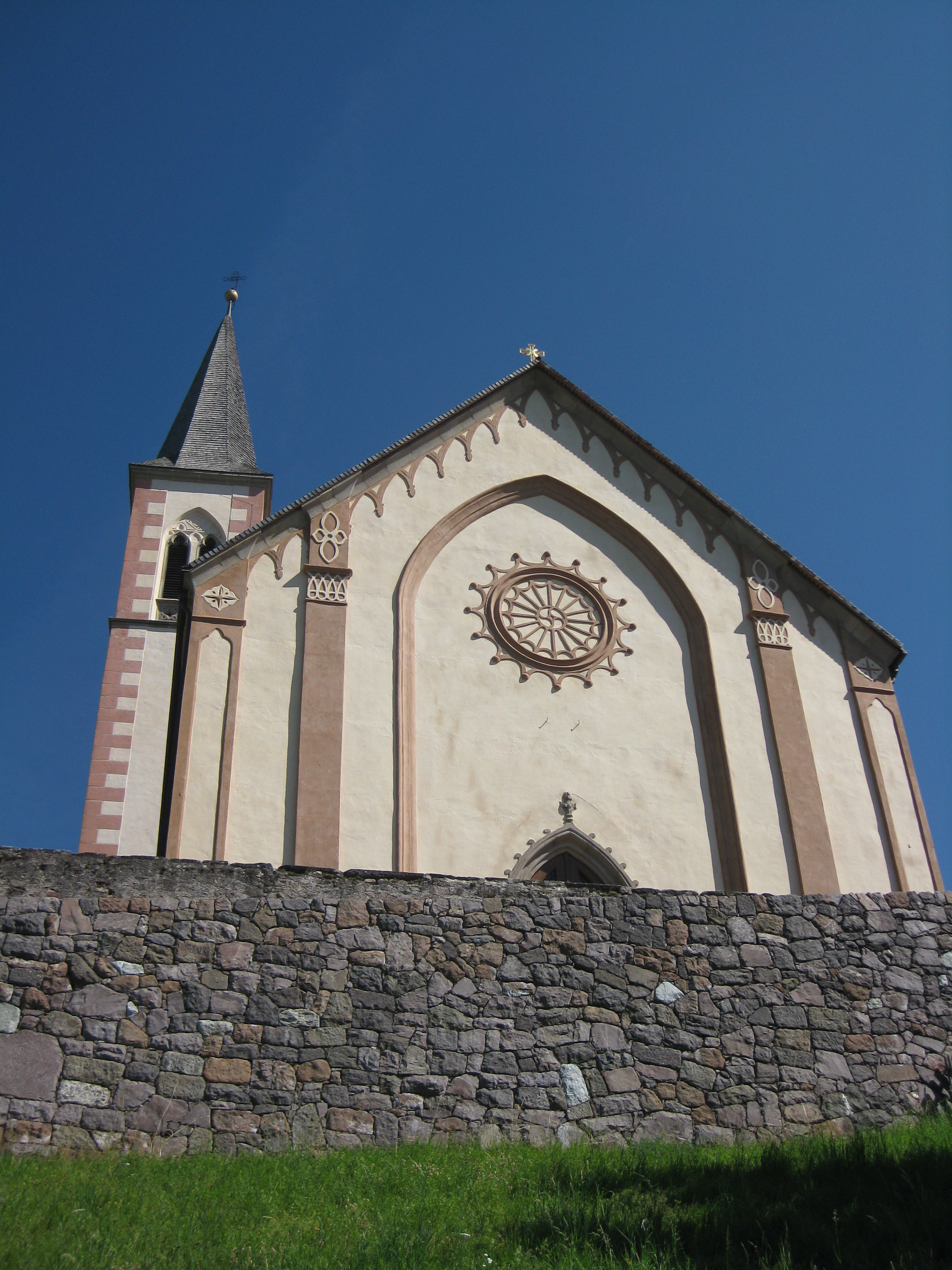
La facciata della chiesa

In base ai reperti ritrovati durante gli scavi archeologici del 1985, si può dedurre che ad Aldino sorgeva una chiesa romanica già nel XII secolo. 
Tuttavia, la prima citazione che attesta la presenza di una chiesa ad Aldino risale al 1309. 
La chiesa venne riedificata nel Quattrocento; questa fu eretta nel 1485 in curazia dipendente dalla parrocchiale di San Pietro Apostolo di Ora e consacrata nel 1512. 
L'attuale parrocchiale è frutto degli ampliamenti e dei rimaneggiamenti condotti nel 1841, durante i quali si procedette alla costruzione della navata destra, all'ampliamento di quella sinistra e alla riedificazione della torre campanaria.
Il campanile ospita 6 campane in Mib3 (Mib3, Fa3, Sol3, Sib3, Do4, Mib4) elettrificate a slancio tirolese fuse tutte da Cavadini nel 1921 a eccezione della 5ª, fusa da Bartolomeo Chiappani nel 1850.

## Interno
Le due opere artistiche più rilevanti conservate all'interno della chiesa sono una statua del Sacro Cuore di Gesù, che è a grandezza naturale e che viene portata anche in processione, e una raffigurazione di Mosè con le tavole della legge e, sopra di lui, lo Spirito Santo presente sul pulpito.